# 松平康泰
松平 康泰（まつだいら やすひろ）は、江戸時代後期の大名。陸奥国棚倉藩の第3代藩主。官位は従五位下・周防守。松井松平家11代。

## 略歴
嘉永2年（1849年）、2代藩主・松平康圭の長男として誕生した。文久2年（1862年）、父の死去により家督を継いだ。しかし若年の上、病弱だったために藩政を執ることができず、江戸の藩邸で療養していた。
元治元年（1864年）11月18日に死去した。享年16。跡を旗本の松平康直（康英と改名）が養子入りして継いだ。

## 系譜
父母
- 松平康圭（父）

養子
- 松平康英 - 松平康済（松平康爵の子）の長男。もと旗本松平康直。